# Eresia reducta
Eresia reducta är en fjärilsart som beskrevs av Hall 1928. Eresia reducta ingår i släktet Eresia och familjen praktfjärilar. Inga underarter finns listade i Catalogue of Life.